# Hans-Joachim Leyenberg

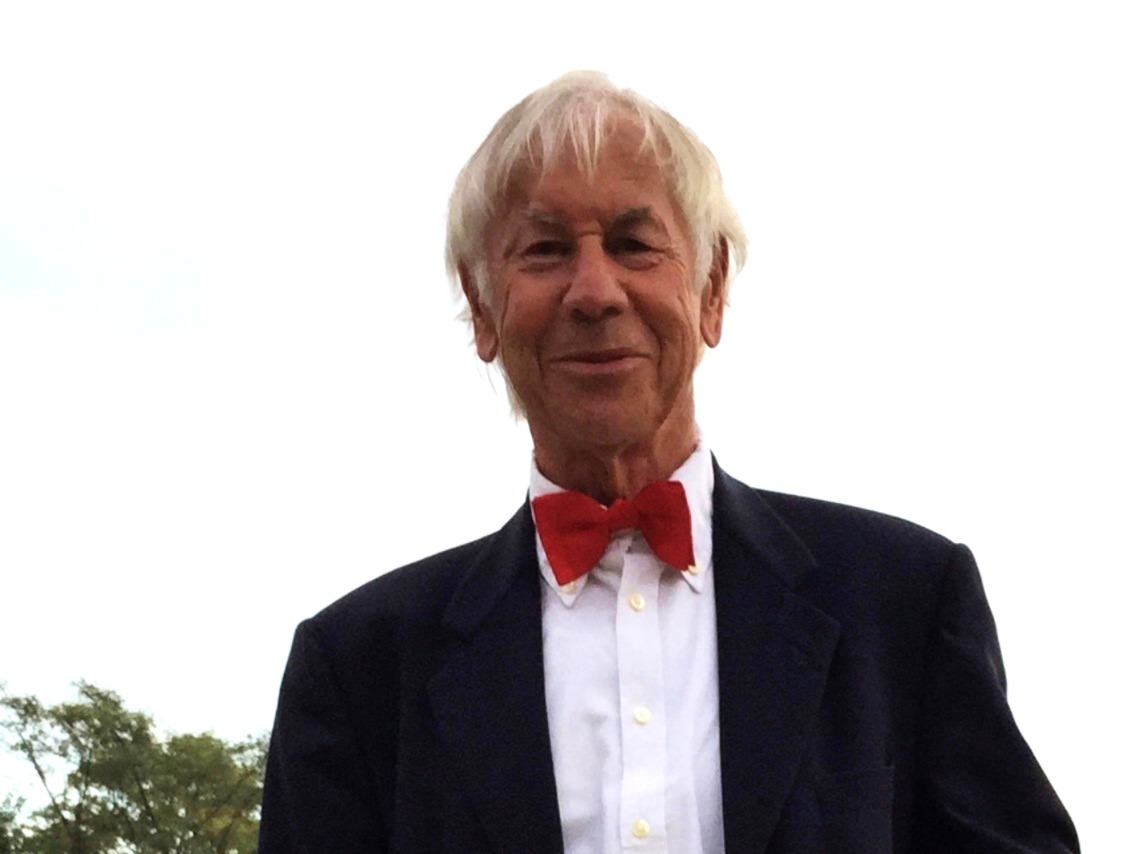
Hans-Joachim Leyenberg (2020)

Hans-Joachim Leyenberg (* 1. Mai 1943 in Gotenhafen) ist ein deutscher Sportjournalist.

## Werdegang
Leyenberg, der Leichtathletik und Feldhandball betrieb, wuchs in Dithmarschen sowie in Hamburg auf. Er machte eine Ausbildung zum Buchhändler, arbeitete in Afrika in der Entwicklungshilfe und war 1966 erstmals als Sportberichterstatter für die Frankfurter Allgemeine Zeitung tätig, bei der er als Mitarbeiter des Archivs und von 1968 bis 2008 als Redakteur angestellt war. Anschließend blieb er dem Sportjournalismus als freier Autor verbunden. Zu seinen Fachgebieten gehören die Sportarten Hockey, Boxen, Eishockey, Fußball, Pferdesport und Segeln. Er berichtete von Olympischen Spielen, Welt- und Europameisterschaften und veröffentlichte Buchbeiträge. Leyenberg zählt laut Verein Frankfurter Sportpresse zu den profiliertesten deutschen Presse-Sportjournalisten.
Für seine Berichterstattung über den Pferdesport wurde Leyenberg von der Deutschen Reiterlichen Vereinigung 2008 mit dem Deutschen Reiterkreuz in Silber ausgezeichnet. 2009 gewann er den Pferdesport-Medienpreis Das Silberne Pferd. Beim Deutschen Sportjournalistenpreis 2021 wurde Leyenberg mit dem Preis für das Lebenswerk ausgezeichnet. Die Laudatio hielt der frühere Boxweltmeister Wladimir Klitschko, über dessen Kämpfe Leyenberg berichtet hatte. In seiner Rede sagte Klitschko unter anderem: „Er versteht es wie kein anderer, auf dem Papier zu erzählen, was auf dem Feld, auf dem Rasen, im Ring und auf dem Wasser passiert ist. Leyenberg kennt sein Gebiet, er beherrscht es in Perfektion.“
Leyenberg ist Vater zweier Söhne. Sein jüngster Sohn Arne folgte Leyenberg in den Journalismus, arbeitete nach seinem Volontariat in der Redaktion der Frankfurter Allgemeine Zeitung als Redakteur für die FAZ, die Deutsche Presse-Agentur und die Frankfurter Rundschau, für die er vor allem auch über Boxen berichtete, ehe er als Kommunikationsreferent zum Deutschen Fußball-Bund wechselte. Box-Weltmeistertrainer Ulli Wegner schrieb in seiner offiziellen Biographie: „Die Vater-Sohn-Schlagkombination von Hans-Joachim und Arne Leyenberg, mit der die FAZ Treffer landet, finde ich richtig prima.“